# Figurer i Tintin
Lista över figurer i Tintin redovisar huvudfigurer, återkommande figurer och figurer som är med enstaka gånger i seriealbumen, teveserierna och filmerna om Tintin.

## Huvudfigurer

### Tintin
Tintin är huvudpersonen i äventyren som författats och tecknats av belgiske serietecknaren Georges Remi, alias Hergé. Tintin är en ung resande reporter som ständigt råkar in i halsbrytande äventyr, ofta åtföljd av sin trogna hund Milou, den färgstarke kapten Haddock, de klantiga detektiverna Dupond och Dupont och den egensinnige professor Kalkyl.

### Milou
Milou är Tintins hund, som räddar Tintin lika ofta som han själv behöver bli räddad. Han är uppkallad efter en ungdomskärlek till Hergé. Milou liknar mest en vit foxterrier men det framgår ingenstans att han skulle vara av just denna ras. Han har smak för whisky.

### Kapten Haddock

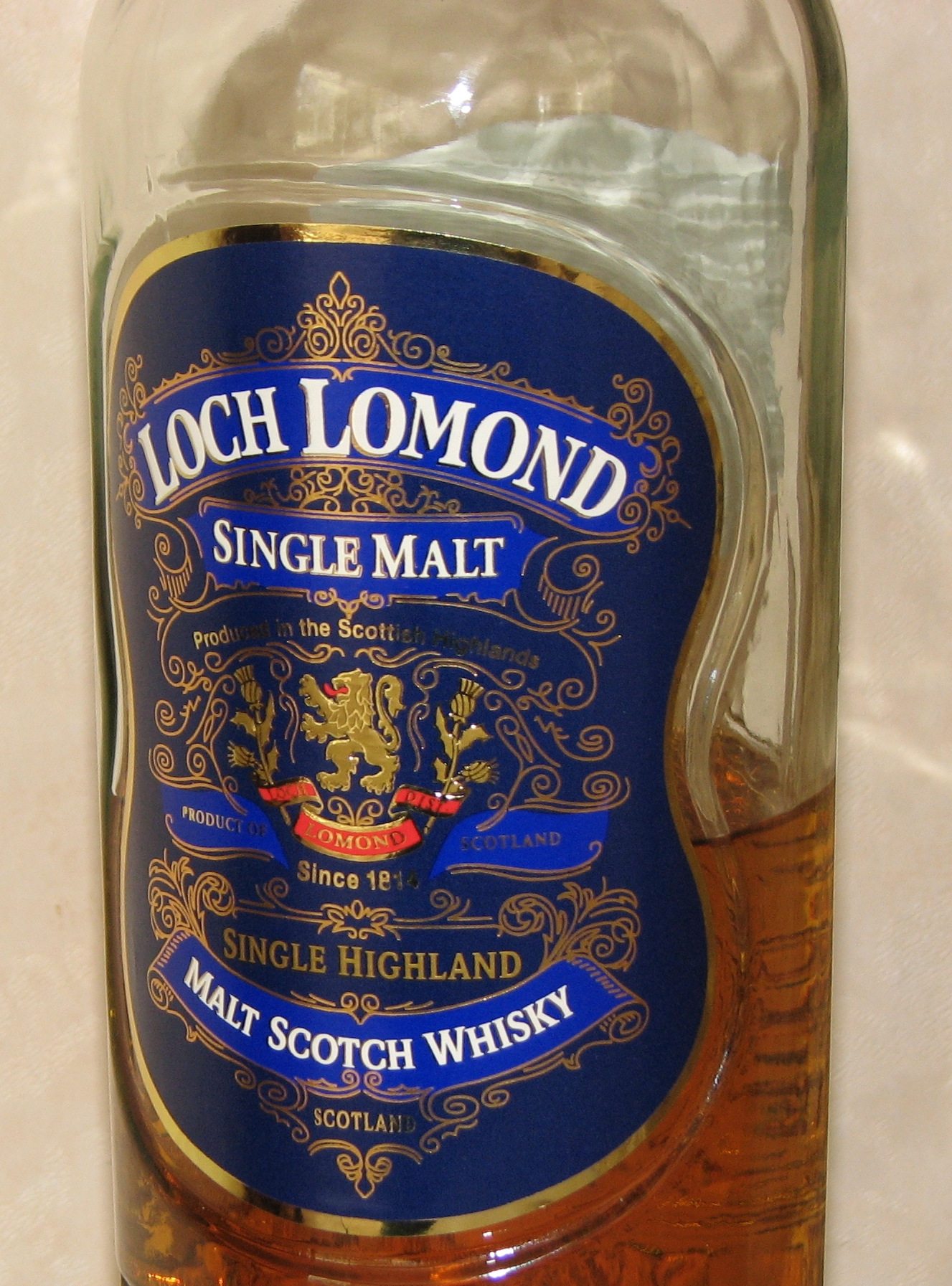
Loch Lomond, Haddocks favoritwhisky, finns på riktigt.

Kapten Archibald Haddock är en råbarkad man, men med ett mycket gott hjärta. Hans språk karaktäriseras av "uppfinningsrika" svordomar. Fyra vanliga exempel på svenska är "stormar och orkaner", "anfäkta och anamma", "bomber och granater" och "riv mina råsegel".
Haddock gillar också att dricka whiskyn "Loch Lomond" och bor på slottet Moulinsart, som en gång tillhörde hans anfader François Haddoque, vilken i slutet av 1600-talet var kapten i Ludvig XIV:s kungliga flotta. Kapten Haddock, i sin tur, köpte tillbaka Moulinsart i äventyret Rackham den rödes skatt med hjälp av pengar från professor Kalkyl.

### Dupondtarna
Dupondtarna (detektiverna Dupond och Dupont), står för mycket av seriens slapstick-humor. Deras inkompetens går lika mycket ut på att de hela tiden försöker gripa fel person - inte sällan Tintin. De ser ut som tvillingar, men det har aldrig framgått i serien om de verkligen är det. Hergé har inte heller uttalat om de är släkt eller ej. Den enda skillnaden i utseendet finns i mustaschen, där Dupond har en mer D-formad sådan än Dupont.

### Professor Kalkyl
Professor Karl Kalkyl (i original "Professeur Tryphon Tournesol", på engelska "Cuthbert Calculus") ger liksom Dupondtarna serien många komiska situationer genom sin lomhördhet, eller snarare sin bristande insikt om denna, vilket ofta ger konstiga missuppfattningar. Han är emellertid en begåvad vetenskapsman och bidrar med flera uppfinningar. I tidiga album är uppfinningarna ofta lite stolliga; senare får vetenskapsmannen Kalkyl en allt mer seriös prägel, utan att förlora sin komiska funktion.

### Bianca Castafiore
Bianca Castafiore, "Näktergalen från Milano", är en operasångerska. Hon framställs som en för många skön sångerska med stora talanger. Kapten Haddock anser dock att hon mest är en plåga. Castafiore reser runt mellan världens olika operahus i sällskap med påkläderskan Irma och pianisten herr Wagner. I albumet Castafiores juveler som i hela sin handling utspelar sig på Moulinsarts slott, får man en ganska nyanserad bild av den självupptagna divan Bianca Castaifiore.

## Bifigurer
Förutom huvudfigurerna finns det många andra viktiga figurer i serierna, Hergé lyckas också ofta återanvända figurerna i flera album, varpå läsaren kan följa figurens utveckling.

### Peggy Alcazar
Peggy Alcazar är general Alcazars arroganta fru som medverkar i seriealbumet Tintin hos gerillan. Hon bor då tillsammans med sin man i det fiktiva sydamerikanska landet San Theodoros och har förvandlat generalen till en toffelhjälte. De bor i ett gerillaläger i djungeln dit generalen för Tintin efter att ha räddat honom från general Tapiocas män. Peggy Alcazar är dotter till vapenhandlaren Bazil Bazaroff och har Bazaroff som flicknamn. Förebilden till Peggy skall vara en sekreterare till en Ku Klux Klan-ledare som Hergé sett på TV.

Den ende som faller för Peggy Alcazars presumtiva charm är professor Kalkyl.

### Överste Alvarez
Alvarez är adjutant till general Tapioca i San Theodoros och medverkar i Tintin hos gerillan. Han går alltid omkring i tjusiga uniformer.

### Jean-Loup de La Baguette
Jean-Loup de La Baguette eller i äldre svenska översättningar, Napoleon de la Grande Armée är en journalist som skriver för tidningen Paris-Flash (ordlek på den existerande tidningen "Paris-Match"). Han har med sig i släptåg fotografen Walter Rizotto. De båda figurerar i albumen Castafiores juveler och Tintin hos gerillan. Jean-Loup avslöjar sig som cigarrettrökare i Castafiores juveler. I detta album intervjuar han professor Kalkyl angående en antydd romans mellan kapten Haddock och den firade sopranen Bianca Castafiore. Han är oklanderligt men ledigt klädd i klubblazer, och har i det senare albumet låtit polisonger växa ut.
Jean-Loup de La Baguette är namnet som figuren har i original, och det är detta namn som förekommer i Björn Wahlbergs översättning från 2004-2005. De äldre utgåvorna använder Napoleon de la Grande Armée.

### Herr Baxter
Herr Baxter är en figur som förekommer i Månen tur och retur del 1 och del 2. Han är medborgare i Syldavien och är chef för ett stort forskningscenter för rymdforskning och atomforskning som ligger i Sbrodj i Syldavien. Herr Baxter har en viss förmåga att övertala någon att resa till månen med en raket. Det framgår också att herr Baxter har en viss kunskap när det gäller grekiska folkdräkter. Herr Baxter framställs som korrekt och tråkig "chefstyp".

### Bazil Bazaroff
Bazil Bazaroff medverkar i albumet Det sönderslagna örat. Han är en samvetslös vapenhandlare som säljer vapen till de båda stridande sidorna. General Alcazars fru Peggy Alcazar, är dotter till Basil Bazaroff. Bazaroff är baserad på den verkliga vapenhandlaren Basil Zaharoff som blev rik på att sälja brittiska vapen.

### Erik Björgenskjöld
Erik Björgenskjöld har i en av översättningarna till svenska fått namnet Otto Söderskiöld. Han gör debut på sida 14 i Den mystiska stjärnan. Erik Björgenskjöld är en svensk vetenskapsman, känd som författare till ett antal verk som behandlar solens protuberanser. Han följer med som expert på expeditionen till Norra ishavet. Under färden blir han mycket sjösjuk.öåp0

### Hans Boehm
Hans Boehm är navigatör hos Szut i äventyret Plan 714 till Sydney. Han medverkar i Roberto Rastapopoulos komplott mot miljardären Laszlo Carreidas. Det sista man ser av Hans Boehm är när han tillsammans med Mik Ezdanitoff klättrar in i vad som ser ut att vara ett flygande tefat, möjligen ett ufo.

### Porfirio Bolero y Calamares
Porfirio Bolero y Calamares är en spansk universitetsprofessor som medverkar, och gör debut på sida 14, i Den mystiska stjärnan. Calamares är professor på universitetet i Salamanca. Han följer med som expert på Ferdinand Flinténs expedition till Norra ishavet, och blir precis som de andra professorerna mycket sjösjuk på färden.

### Paul Cantonneau
Paul Cantonneau gör debut på sida 14 i Den mystiska stjärnan som först publicerades 1942.
Han är en fransk lektor från universitetet i Fribourg. Följer med som expert på en expedition ledd av professor Ferdinand Flintén till Norra ishavet. Blir på färden mycket sjösjuk. Återfinns även i en annan expedition - denna gången till Peru under ledning av professor Sanders-Hardmuth i De sju kristallkulorna. Blir drabbad av Rascar Capacs förbannelse, vilken innebär att alla som stört Rascar Capacs grav skall bli straffade. Genom att bli nedsövd av kristallkulor fyllda med ett sövande ämne, visar det sig. Trots en varning från sin gamle vän Tintin på inrådan av sin kollega Marc Charlet att inte befinna sig nära fönster upphittas han nedsövd i sitt arbetsrum. Han upplever en komaliknande sömn med inslag av starka mardrömmar. I Solens tempel vaknar han upp när förbannelsen upphävts och då har han i likhet med sina kollegor inget minne av händelsen.

### Arturo Cartoffoli
Arturo Benedetto Giovanni Giuseppe Pietro Archangelo Alfredo Cartoffoli dyker upp i Det hemliga vapnet och är en riktig fartdåre. Han är från Italien, bosatt i Milano. Han älskar att köra bil och framför en röd Lancia Aurelia. Han hävdar att italienska bilar och bilförare är de bästa i världen. Han älskar också att köra bil riktigt fort och en biljakt är rena rama drömmen för honom då han får tillfälle att köra ännu fortare. Om han själv tillhör de bästa i världen är dock tveksamt då han bryter mot alla tänkbara trafikregler och kör mycket fort. När han kommer till en vägkorsning och en bil svänger ut hastigt löser han problemet med att gasa ännu mer för att på så sätt tränga sig före.

### Chester
Chester gör debut på sida 29 i Den mystiska stjärnan. Han är kapten på fartyget Sirius och har känt kapten Haddock i över tjugo år. Chester upplever ett glatt återseende med densamma och hans vän Tintin på Island där de tar ett glas whisky. Tintin dricker mineralvatten. Senare hjälper han till att förse kapten Haddocks fartyg Aurora med bränsle. Kapten Chester omnämns också i Enhörningens hemlighet då man planerar att låna hans båt, trålaren Sirius. Sirius medverkar sedan som expeditionsfartyg i Rackham den Rödes skatt. Han är också med i Castafiores juveler, där han telegraferar till kapten Haddock, för att han tror att kapten Haddock är förlovad med Bianca Castafiore. Han syns dock inte där, utan omnämns bara, liksom i Enhörningens hemlighet.

### Chiquito
Chiquito medverkar i De sju kristallkulorna, där han är medhjälpare till general Alcazar när denne uppträder som knivkastare, och även i Solens tempel eftersom han är äkta inkaindian. Chiquito är egentligen bara hans artistnamn som han haft när han uppträtt med general Alcazar. Hans riktiga namn är Rupac Inca Huaco. Bland inkafolket kallas han Huaco.

### Cipacalouvishni
Cipacalouvishni är en fakir som förekommer i albumet Blå lotus. Han håller till vid hovet hos Maharadjan av Rawhajpoutalah, och visar vid ett tillfälle Tintin och maharadjan sina konster, som innefattar bland annat att sticka kroppen full med knivar och snurra runt med näsan på en spetsig metallpåle. Han kan också förutspå framtiden, vilket han gör för Tintin och förutsäger vagt om de faror Tintin senare kommer att möta i albumet Shanghai. Cipacalouvishni har för övrigt en väldigt känslig hud som gör att han absolut inte kan sitta på ett mjukt föremål som en kudde. En spikmatta måste det vara för honom.

### Coco
Coco är en figur i Tintins äventyr som bara medverkar i Tintin i Kongo då han fick vara Tintins medhjälpare men han är ganska feg. Trots detta räddar han Tintin från att bli dödad.

### Paolo Colombani
Paolo Colombani är andrepilot hos Szut i äventyret Plan 714 till Sydney och medverkar i Roberto Rastapopoulos komplott mot miljardären Laszlo Carreidas. Det sista man ser av Paolo är när han tillsammans med bland andra Mik Ezdanitoff klättrar in i vad som ser ut att vara ett flygande tefat.

### Dawson
Dawson är en figur i Tintins äventyr som har en massa skumma saker för sig. Han dyker upp för första gången i Blå Lotus där han är polischef i Shanghai. Där träffar han på Tintin och försöker göra livet surt för honom på olika sätt. Dawson återkommer senare i Koks i lasten där han har skumma affärer för sig med att sälja flygplan till olika militära organisationer som är i strid. Dawson baserar sig på Patrick Givens, en irländare som var polischef i Shanghai, Patrick Givens var även förebild för kapitalisten Gibbons, som också framträdde i Blå Lotus i samma bok.

### Schejk Bab El Ehr
Schejk Bab El Ehr kämpar mot Emir Muhammed Ben Kalish Ezab om makten i landet Khemed. Under en kort period lyckas Bab El Ehr ta makten i landet efter att köpt vapen av Dawson. Bab El Ehr har spetsig näsa och skägg.

### Mik Ezdanitoff
Mik Ezdanitoff är invigd, alltså i förbindelse mellan jorden och en annan planet i Plan 714 till Sydney. Han hjälper Tintin och Haddock med följe mot Rastapopoulos och dennes hejdukar. Han har även förmåga att hypnotisera. Ezdanitoff är tunnhårig och bär glasögon med en liten antenn som hör till hans kommunikationsapparatur. Det sista man ser av Mik Ezdanitoff är när han står längst ned på en stege som leder upp till en rymdfarkost.

### W.R. Gibbons
W.R. Gibbons medverkar i Blå Lotus. Han har problem med sitt humör och blir lätt aggressiv när det inte går som han vill. Han visar även rasistiska drag. Hans första utbrott är när Tintin hindrar honom från att misshandla en rikshadragare. Som hämnd låter han sin vän polischefen i Shanghai J.M. Dawson gripa Tintin. W.R. Gibbons är direktör för bolaget American&Chinese Steel Company med adressen "Bund 53, Shanghai". Gibbons baserar sig på Patrick Givens, en irländare som var polischef i Shanghai, Patrick Givens var även förebild för polischefen Dawson i samma bok.

### Hassim
Hassim är tjänare hos Abdallah, han dyker upp hos kapten Haddock i äventyret Koks i lasten.

### Tom Hawake
Tom Hawake medverkar första gången på sida 53 i Tintin i Amerika, där han ganska omgående försöker få Tintin dödad genom att rigga en olycka så att Tintin hamnar i en köttkvarn.

### Fru Hjälpkvist
Fru Hjälpkvist är en figur som gör debut på sida 1 i Kung Ottokars spira. Hon är hembiträde och arbetar för professor Nestor Collrich. Fru Hjälpkvist visar Tintin hur han skall få tag på professor Collrich.

### Huascar
Huascar är en av Solens överstepräster hos inkan Solens son. Huascar introduceras för läsaren på sida 12 i Solens tempel. Det finns även en verklig historisk person med namnet Huáscar.

### Sergeant Ibn-Abu-Bekhr
Sergeant Ibn-Abu-Bekhr medverkar första gången på sida 25 i Faraos cigarrer, där han tvångsrekryterar Tintin. Sergeanten har mustasch och pipskägg och kallar Tintin för Ben-Behr.

### Pedro Joãs dos Santos
Pedro Joãs dos Santos är en berömd fysiker från Portugal som vanligen är stationerad på universitet i Coimbra. Han medverkar, och gör debut på sida 14, i Den mystiska stjärnan. dos Santos följer med som expert på professor Ferdinand Flinténs expedition till Norra ishavet. Precis som de andra professorerna blir han på färden mycket sjösjuk.

### Johnsson
Johnsson gör debut på sida 22 i Den mystiska stjärnan som först publicerades 1942. Han är bankdirektör Bohlwinkels hantlangare och hjälper denne i kampen för att hindra expeditionen i den mystiska stjärnans spår.

### Doktor Krollspell
Doktor Krollspell medverkar i albumet Plan 714 till Sydney. I avsnittet framgår det att Krollspell är överläkare på sinnessjukhuset i New Delhi. Han har uppfunnit ett sanningsserum som på order av Roberto Rastapopoulos skall användas på miljardären Laszlo Carreidas för att avslöja kontonumret till kontot där hans förmögenhet finns. Serumet fungerar, men Carreidas avslöjar inte det som Rastapopoulos vill, utan på vilka sätt Carreidas lurat folk. Av misstag injiceras sanningsserumet även på Rastapopoulos varpå de båda tävlar om vem som är ondast. Det visar sig där att Carreidas och Rastapopoulos egentligen är ganska lika varandra.

### Kromir
Kromir gör debut på sida 29 i Kung Ottokars spira, först publicerad 1939. Kromir är löjtnant i den syldaviska armén. Han får i uppdrag att följa vem han tror är Nestor Collrich (i själva verket är det Alfred Collrich) till den syldaviska skattkammaren och berättar för honom om hur regalierna bevakas och var de befinner sig.

### Kaviarotek
Kaviarotek gör debut på sida 7 i Kung Ottokars spira. Kaviarotek är en syldavisk politisk agent och lojal mot kung Muskar XII. Han utger sig för att vara konstmålare, men har egentligen uppdraget att övervaka syldaviska organisationer som finns i utlandet. Han svimmar utanför Tintins dörr och har sedan förlorat minnet när han vaknar upp igen. Hans fiender tror att han är likviderad.

### Muhammed Ben Kalish Ezab
Muhammed Ben Kalish Ezab är en person i serierna om Tintin. Han är emir i Khemed. Även om han besitter en del excentriska egenskaper som emir, förefaller han vara en godhjärtad och hederlig man. Första gången som emiren dyker upp är i Det svarta guldet då hans son Abdallah blir kidnappad. Han ger då sin ärkefiende Bab El Ehr skulden, men den riktiga kidnapparen är Doktor Müller (som först dyker upp i Den svarta ön) och här uppträder under ett falskt namn, professor Smith. Emiren tar alltid sin odåga till son i försvar, men det framgår också att Abdallah inte gör livet lätt för sin far, ständigt hittandes på nya hyss. Var emirens fru är vet ingen.

### Yussuf Ben Mulfrid
Yussuf Ben Mulfrid är bara med i Det svarta guldet. Han är sekreterare till Emir Muhammed Ben Kalish Ezab.

### Niko och Nosjka
Niko och Nosjka är ett syldaviskt syskonpar som medverkar i specialalbumet och filmen Tintin och Hajsjön, som dock inte är skapat av Hergé. Flickan Nosjka bor i Syldavien tillsammans med sin bror Niko. De räddar Tintin och hans vänner från ett flygplan som står och lutar över ett stup. De fortsätter hjälpa Tintin under äventyrets gång.
Niko och Nosjka påminner om Hergés seriefigurer Johan och Lotta.

### Ottokar IV
Ottokar IV är en före detta kung i Syldavien. Han kröntes 1360 och är i serien berömd för sin spira som blivit Syldaviens nationalklenod, och som har en central roll i Kung Ottokars spira, där kungen omnämns. Kungen själv medverkar dock inte i handlingen. Se även Muskar XII.

### Schejk Patrash Pascha
Schejk Patrash Pascha medverkar i Faraos cigarrer där hans män först griper Tintin, men när det går upp för shejken att det är den berömde Tintin, så framkommer det att schejken är en stor beundrare av honom och han hjälper journalisten med utrustning.

### Payne
Payne medverkar endast i Den mystiska stjärnan, där han gör debut på sida 28. Payne telegraferar till Bank Bohlwinkel å Golden Oils vägnar, och meddelar att de inte kommer att sälja olja till fartyget Aurora.

### Pastor Peacock
Pastor Peacock medverkar första gången på sida 38 i Faraos cigarrer som först publicerades 1932, där han presenteras som "Sympatiske Pastor Peacock".

### Plekszy-Gladz
Plekszy-Gladz är en figur som förekommer i Tintins äventyr, huvudsakligen i Det hemliga vapnet, där han dock bara syns till på bild och som staty. Då har han redan haft en statistroll som officer i Kung Ottokars spira. Senare omnämndes han i Tintin hos gerillan på grund av sitt stöd till general Tapioca. Personen Plekszy-Gladz har drag av verklighetens Stalin och Adolf Hitler. Han är diktator i Bordurien som blivit en diktatur efter andra världskriget. Han har en magnifik mustasch, som felaktigt översatts till skägg i den svenska upplagan. Mustaschen utgjorde grunden för en personkult, eventuellt inspirerad av det ljudlika Ustaša i Kroatien. Den tog sig uttryck i all möjlig design i Bordurien, där mustaschen gick igen i allt från bilarnas stötfångare till alfabetets accenter. Designen var också vanlig i det av general Tapioca styrda San Theodoros. Namnet Plekszy-Gladz syftar på plexiglas, men är även en ordlek på det tyska ordet "Glatze" som betyder flint(-skalle). Plekszy-Gladz mustascher liknar den polska fältmarskalk Pilsudskis dito och namnet liknar hans efterträdare Rydz-Smigly.
En del författare har senare utvidgat historien om Plekszy-Gladz, hans väg till makten, hans ideologi, et cetera.

### Pedro Ramona
Pedro Ramona medverkar i första gången på sida 34 i Tintin i Amerika som först publicerades 1932. Pedro får Tintin att hamna i klistret genom att byta stövlar med Tintin, varpå denne blir misstänkt för ett bankrån som Pedro utfört.

### Ranko
Ranko är en jättelik gorilla i Tintinäventyret Den svarta ön. Han ägs och behärskas av skurken Wronzoff, som ingår i en falskmyntarliga som håller till i en slottsruin på en ö utanför Skottland. Lokalbefolkningen har skapat myter om det otäcka monstret på ön och dessa håller folket borta därifrån. När Tintin först möter Ranko är denne aggressiv och mycket våldsam. Driven av Wronzoff jagar han Tintin och kastar sten på honom. Dock blir han livrädd för Milou. Mot slutet blir han skadad och omvårdad av Tintin, och därmed hans vän, medan polisen för bort falskmyntarligan. Tintin kan då visa upp honom för en samlad grupp journalister, som dock blir vettskrämda av Rankos framträdande. Det visar sig att Ranko egentligen är en godhjärtad gorilla. Att Milou lyckas tämja och skrämma farliga djur förekommer även dels i albumet Koks i lasten där den trogne hunden (med stor tur) lyckas få bukt med en gepard och även från Tintin i Kongo där han biter av svansen på ett lejon.
Den svarta ön gavs ut i bokform 1938. Långt senare (1959) utkom Tintin i Tibet. Här tar Hergé åter upp motivet med det stora monstret, den fasansfulle snömannen, yetin. Likt Ranko är yetin egentligen ett monster för att människorna gör det till det. Samma sak händer; Det upptäcks hur godhjärtat och missförstått monstret är.

### Roberto Rastapopoulos
Alias: "Markis di Gorgonzola". Tintins absoluta ärkefiende, och känns igen genom en sällsynt stor näsa

### Walter Rizotto
Walter Rizotto är pressfotograf för tidningen Paris-Flash. Han följer i hälarna på journalisten Napoleon de la Grande Armée (även "Jean-Loup de La Baguette") i albumen Castafiores juveler och Tintin hos gerillan. Rizotto är den något kortare av de två. Han är cigarrettrökare och prydd med ett litet och hårt tuktat skägg som bildar en sträng från hans ena öra till det andra. Han framstår i albumen som synnerligen ambitiös i sin yrkesutövning.

### Otto Schulze
Otto Schulze gör debut på sida 14 i Den mystiska stjärnan. Han är en tysk doktor från universitetet i Jena och följer med som expert på en expedition som är ledd av professor Ferdinand Flintén till Norra ishavet. Schulze blir på färden mycket sjösjuk.

### Schzlozitch
Schzlozitch omnämns första gången på sida 18 i Kung Ottokars spira, först publicerad 1939. Schzlozitch är syldavisk flygminister. Han förser Alfred Collrich och hans sammansvurna med ett privat flygplan som lyfter ifrån Prag med destination Klow.

### Sirov
Sirov är hantlangare till polismannen Wizskizsek i Syldavien. Han gör debut på sida 26 i Kung Ottokars spira, det enda albumet han medverkar i. Sirov får i uppdrag att likvidera Tintin, något han misslyckas med. Sirov och hans mannar lägger sig i ett misslyckat bakhåll på en väg som leder till Zlip. Han är senare orolig för hur hans uppdragsgivare skall reagera på misslyckandet.

### Solens Son
Solens Son dyker upp för första gången på sida 48 i Solens tempel. Han är Inka hos indianstammen som ligger bakom att flera vetenskapsmän hamnat i dvala. Se även disneyserien Solens son av Don Rosa.

### Spalding
Spalding medverkar i albumet Plan 714 till Sydney och är sekreterare med bristande empati till miljardären Laszlo Carreidas. Han deltar i en sammansvärjning ledd av Roberto Rastapopoulos mot Laszlo Carreidas.
Spalding har ett väldigt "brittiskt" utseende. Han är rödlätt och har mustasch, bär dubbelknäppt kavaj med näsduk i bröstfickan samt slips och skjorta med button down-krage. Sågs senast till då han klättrade in i vad som såg ut att vara ett utomjordiskt rymdskepp, möjligen ett ufo.

### Sporowitch
Sporowitch medverkar i och gör debut på sida 3 i Kung Ottokars spira. Han är en skurk som fotograferar Tintin när han är på väg ner för trappan i Nestor Collrichs trappuppgång på uppdrag åt SNUFF (Syldaviska nationella unionen för frihet).

### Igor Stassanov
Igor Stassanov omnämns första gången på sida 60 i Kung Ottokars spira. Han är syldavisk ambassadör som omedvetet underlättat en konspiration mot den syldaviska kungamakten. Stassanov är gammal bekant till Nestor Collrich som han träffade på ett sigillkongress i Belgrad 1913.

### Otto Söderskiöld
Otto Söderskiöld gör debut på sida 14 i Den mystiska stjärnan. Han är en svensk vetenskapsman som är känd som författare till ett antal verk som behandlar solens protuberanser. Följer med som expert på expeditionen till Norra ishavet där han på färden blir mycket sjösjuk. Namnet finns i en av översättningarna. De övriga har behållit det ursprungliga namnet Erik Björgenskjöld.

### General Tapioca
General Tapioca är General Alcazars bittre fiende och omnämns i flera Tintins äventyrsalbum, bland annat i Det sönderslagna örat, De sju kristallkulorna samt Tintin hos gerillan. I det sistnämnda albumet har Tapioca tagit makten över staden Las Dopicos i det påhittade landet San Theodoros. Tapioca döper om staden till Tapiocapolis, men störtas senare i albumet av General Alcazar och staden får namnet Alcazaropolis.

### Tharkey
Tharkey medverkar i Tintin i Tibet och dyker upp för första gången på sidan 13. Tharkey är enligt uppgift den bästa sherpan i trakten runt Katmandu och deltager i sökande av Tintins vän Tchang Tchong-Jen som försvunnit efter en flygolycka.

### Tom
Tom medverkar i Tintin i Kongo. Han är skurk som i en stor del av berättelsen jagar Tintin och försöker på olika sätt döda honom. Tom blir till slut själv istället uppäten av krokodiler. Mot slutet av berättelsen har Tintin klätt ut sig för att likna Tom och först då får man veta hans förnamn och att han jobbar för en amerikansk gangsterliga som leds av Al Capone. Tom är troligtvis även själv amerikan.

### Trovik
Trovik medverkar, och gör debut på sida 26, i Kung Ottokars spira. Trovik har en viktig post i centralkommittén för den kungafientliga konspirationen i Syldavien vars mål är att stjäla kung Ottokars spira för att sätta kungamakten ur spel. Trovik blir uppringd av Wizskizsek av vilken han blir uppmanad att stoppa Tintin som är på väg för att varna kungen för sammansvärjningen. Vid ett senare tillfälle blir han uppringd av Boris (i själva verket ett täcknamn för överste Jorgen) som har dåliga nyheter angående Tintin. Trovik understryker vikten av att Tintin inte får tala med kungen i sitt samtal med Boris.

### Herr Wang
Herr Wang är ledare för en grupp som kämpar mot opium och droger i Kina och finns med i Blå Lotus. Han bor strax utanför Shanghai i Kina och är ledare för en motståndsgrupp som heter Drakens söner. Herr Wang är en lång äldre man med långt skägg. Han är gift och har en son som blivit förgiftad av ett gift som kan göra folk galna. Men sonen botas slutligen från giftet. Herr Wang räddar även livet på Tintin vid ett tillfälle då han är dömd till döden. Herr Wang framställs som en lugn och trygg person med lite fadersegenskaper.

### Wizskizsek
Wizskizsek är en relativt uppsatt polisman i Syldavien som gör debut på sida 25 i Kung Ottokars spira. Vid Tintins ankomst är han posterad i en polisstation på den syldaviska landsbygden. Tintin försöker att informera Wizskizsek om en konspiration mot den syldaviska kungamakten. Wizskizsek låtsas låta sig informeras men det framgår att han själv deltar i sammansvärjningen mot kung Muskar XII. Wizskizsek ringer till det konspiratoriska organet som kallas för centralkommittén och sedan en hantlangare, vilken han beordrar att likvidera Tintin.

### Frank Wolff
Frank Wolff medverkar i albumen Månen tur och retur (del 1) och Månen tur och retur (del 2). Wolff är ingenjör vid raketprogrammet och professor Kalkyls assistent. Han är också spion och hjälper överste Jorgen ombord på månraketen. Tintin räddar Wolff från att bli skjuten. Wolff förklarar att han tidigare jobbade på ett atomkraftverk i USA men var spelmissbrukare. Han fick hjälp av någon som betalade hans skulder och sedan pressade honom på information. Han bestämde sig sedan att flytta till Europa och kom till Syldavien för att arbeta på en atomraket. Där fick Jorgen Wolff att hjälpa till med sabotage. Senare, efter att Wolff berättat det, utbryter kaos när Jorgen vill tillbaka till jorden. Wolff överfaller då Jorgen och i tumultet råkar Jorgen skjuta sig själv. När det sedan visar sig att det på grund av fripassagerarna inte finns tillräckligt med syre för att man skall klara sig levande tillbaka till jorden, offrar Wolff sig genom att hoppa ut i rymden.
Innan Frank Wolff fanns, hade de planer på att låta Hippolytos Calystén vara skurk.

### Zlotzky
Zlotzky introduceras för Tintin på sida 38 i Faraos cigarrer, där han presenteras som "Den kände författaren Zlotzky". Han är en av de som senare ska ha blivit offer för giftet Radjaidjah, som gör offret totalt galet.

### Zorrino
Zorrino är en apelsinförsäljare som medverkar för första gången på sida 18 i Solens tempel, varpå han är med under resten av äventyret.